# سیارک ۷۹۹۹
سیارک ۷۹۹۹ (به انگلیسی: 7999 Nesvorny، نامگذاری:1986RA3) هفت هزار و نهصد و نود و نهمین سیارک کشف شده‌است که در ۱۱ سپتامبر ۱۹۸۶ کشف شد.
قدر مطلق سیارک برابر ۱۲٫۰۰ است.